# Послеоперационные активаторы
Послеоперационный эндоназальный активатор, разг. вкладыш, стент, ретейнер, сплинт — изделие медицинского назначения, служащее для формирования хрящевого отдела носа в послеоперационном периоде. Предназначено для установки в носовые ходы с целью обеспечения носового дыхания, формирования свода носовых ходов, удержания срединного положения перегородки носа и предотвращения рубцовых деформаций после операций ринопластики, септопластики и риносептопластики, хейлоринопластики. Рекомендован для использования в челюстно-лицевой, ЛОР и пластической хирургии. Часто назначается врачами для реабилитации детей с односторонней или двусторонней расщелиной верхней губы и неба. При односторонней расщелине верхней губы формируется характерная деформация носа — расширение носового хода на стороне поражения, уплощение крыла, девиация носовой перегородки в здоровую сторону — хирургическое вмешательство должно предусматривать полное восстановление нарушенной анатомии с использованием функционального подхода. Активаторы позволяют сохранить результат после операции. Изготавливаются из пластмассы и силикона. Лучший результат можно получать при своевременной смене активатора на больший размер по мере уменьшения послеоперационного отека или быстрого роста у пациентов детского возраста